# トガリネズミ科
トガリネズミ科（トガリネズミか Soricidae）は、哺乳綱真無盲腸目に分類される科であり、名称に反してネズミ類とは遠縁でモグラなどにより近縁な哺乳類である。英語では主に「shrew」と総称する。

## 分布
アフリカ大陸、北アメリカ大陸、南アメリカ大陸北部、ユーラシア大陸など。
更新世には日本列島にも化石種である「シカマトガリネズミ（Shikamainosorex densicingulata）」が分布していた。

## 形態
眼は小型。聴覚は発達するが、耳介は退化し不明瞭な種もいる。水棲種は四肢や指趾・尾に剛毛があり、表面積を広げることで水中での推進力を得る効果があると考えられている。ミズカキカワネズミは、みずかきがある。
胎児の段階で乳歯が脱落したり再吸収されるため、出生時から永久歯が生えている。プラリナトガリネズミなどの一部の種では、唾液に毒が含まれることが確認されている。ヨロイジネズミ類は脊椎が多数の小突起によって絡み合い、頑丈な構造をしている。生殖器官と排泄孔が同一（総排泄孔）の種が多いが、生殖器官と排泄孔が分かれる種や中間型の種もいる。

## 分類
以下の分類・英名は、Hutterer(2005）に従う。和名は川田ら(2018）に従う。
- ジネズミ亜科 Crocidurinae
  - ジネズミ属 Crocidura - アジアコジネズミC. shantungensis・ニホンジネズミC. dsinezumi・ワタセジネズミなど
  - クラカケジネズミ属 Diplomesodon
    - Diplomesodon pulchellum クラカケジネズミ Piebald shrew

  - オオアシジャコウネズミ属 Feroculus
    - Feroculus feroculus オオアシジャコウネズミ Kelaart's long-clawed shrew

  - ジネズミモドキ属 Paracrocidura
  - ルウェンゾリトガリネズミ属 Ruwenzorisorex
    - Ruwenzorisorex suncoides ルウェンゾリトガリネズミ Ruwenzori shrew

  - ヨロイジネズミ属 Scutisorex
    - Scutisorex somereni ヨロイジネズミ Armored shrew

  - ビアソンジャコウネズミ属 Solisorex
    - Solisorex pearsoni ビアソンジャコウネズミ Pearson's long-clawed shrew

  - ジャコウネズミ属 Suncus - ジャコウネズミなど
  - モリジネズミ属 Sylvisorex

- モリジャコウネズミ亜科 Myosoricinae
  - コンゴモリジャコウネズミ属 Congosorex
  - モリジャコウネズミ属 Myosorex
  - ケニアモリジャコウネズミ属 Surdisorex

- トガリネズミ亜科 Soricinae
  - モグラジネズミ族 Anourosoricini
    - モグラジネズミ属 Anourosorex

  - ヒミズトガリネズミ族 Blarinellini
    - ヒミズトガリネズミ属 Blarinella

  - ブラリナトガリネズミ族 Blarinini
    - ブラリナトガリネズミ属 Blarina
    - コミミトガリネズミ属 Cryptotis

  - カワネズミ族 Nectogalini
    - カワネズミ属 Chimarrogale - カワネズミなど
    - カスチェンコケムリトガリネズミ属 Chodsigoa
    - ケムリトガリネズミ属 Episoriculus
    - ミズカキカワネズミ属 Nectogale
      - Nectogale elegans ミズカキカワネズミ Pearson's long-clawed shrew

    - ミズトガリネズミ属 Neomys - ミナミミズトガリネズミなど
    - †バレアレストガリネズミ属 Nesiotites
    - チビオケムリトガリネズミ属 Soriculus
      - Soriculus nigrescens チビオケムリトガリネズミ Himalayan shrew

  - サバクトガリネズミ族 Notiosoricini
    - オオサバクトガリネズミ属 Megasorex
      - Megasorex gigas オオサバクトガリネズミ Mexican shrew

    - サバクトガリネズミ属 Notiosorex

  - トガリネズミ族 Soricini 
    - トガリネズミ属 Sorex - アズミトガリネズミ・オオアシトガリネズミ・シントウトガリネズミ・ニシヒメトガリネズミS. minutus・バイカルトガリネズミなど

## 生態
主に単独で生活するが、家族群や小規模な群れを形成している可能性が示唆されている種もいる。縄張りを形成し、他の個体が侵入すると追い出す。その際に鳴き声をあげて他個体を追い出すこともあり、トガリネズミ属やプラリナトガリネズミ属では超音波を出し単純な反響定位（エコロケーション）を行っているとされる。ジネズミ属やジャコウネズミ属では、前の個体を腰を咥え（最前列の個体は母親の腰を咥える）列状になって移動する行動が確認されている。
主に昆虫や動物の死骸などを食べるが、種子や堅果などの植物質も食べる種もいる。排泄孔に口をつけ糞食することが確認されている種もおり、消化できなかった栄養素の再吸収を行っていると考えられている。